# Liste des commissaires actuels des régions tanzaniennes
 (août 2023).
Cette page dresse la liste des commissaires régionaux actuels[Quand ?] des 30 régions tanzaniennes. Le président de la région autonome de Zanzibar est également indiqué.

## Commissaires régionaux
| Région                | Nom                     | Depuis (le)     |
| --------------------- | ----------------------- | --------------- |
| Arusha                | Magessa S. Mulongo      | Septembre 2011  |
| Dar es Salam          | Saidi Meki Sadiki       | Novembre 2010   |
| Dodoma                | Rehema Nchimbi          | Septembre 2011  |
| Geita                 | Magalula Saidi Magalula | Mars 2012       |
| Iringa                | Christine Ishengoma     | Septembre 2011  |
| Kagera                | Fabian Massawe          | Septembre 2011  |
| Katavi                | Rajab Mtumwa Rutengwe   | Mars 2012       |
| Kigoma                | Issa Machibya           | Septembre 2011  |
| Kilimandjaro          | Leonidas Gama           | Septembre 2011  |
| Lindi                 | Ali Nassoro Rufunga     | Septembre 2011  |
| Manyara               | Elaston Mbwillo         | Septembre 2011  |
| Mara                  | John Gabriel Tupa       | Septembre 2011  |
| Mbeya                 | Abbas Kandoro           | Septembre 2011  |
| Morogoro              | Joel Bendera            | Septembre 2011  |
| Mtwara                | Joseph Simbakalia       | Septembre 2011  |
| Mwanza                | Ernest Welle Ndikillo   | Septembre 2011  |
| Njombe                | Asery Msangi            | Mars 2012       |
| Pemba-Nord            | Omar Othman Khamis      | 2014            |
| Pemba-Sud             | Smith Abdulla Majid     | 2014            |
| Pwani (Coast)         | Mwantumu Mahiza         | Septembre 2011  |
| Rukwa                 | Stella Manyanya         | Septembre 2011  |
| Ruvuma                | Said Thabit Mwambungu   | Septembre 2011  |
| Shinyanga             | Ludovick Mwananzila     | Septembre 2011  |
| Simiyu                | Paschal Mabiti          | Mars 2012       |
| Singida               | Parseko V. Kone         | 10 février 2006 |
| Tabora                | Fatma Mwassa            | Septembre 2011  |
| Tanga                 | Chiku Gallawa           | Septembre 2011  |
| Unguja-Nord           | Juma Kassim Tindwa      | 2014            |
| Unguja-Sud-et-Central | Mustafa Ibrahim         | .../2003        |
| Unguja-Ville-et-Ouest | Abdallah Mwinyi Khamis  | .../2008        |

## Président de la région autonome
| Région   | Nom               | Depuis (le)     |
| -------- | ----------------- | --------------- |
| Zanzibar | Ali Mohamed Shein | 3 novembre 2010 |

## Note(s)
1. ↑  Par intérim jusqu’en septembre 2011.
2. ↑  La région autonome de Zanzibar recouvre les régions de Pemba-Nord, Pemba-Sud, Unguja-Nord, Unguja-Sud-et-Central, Unguja-Ville-et-Ouest.